# Бёрделанд
Бёрделанд (нем. Bördeland) — община в Германии, в земле Саксония-Анхальт. Входит в состав района Зальцланд. Подчиняется управлению Нинбург (Зале). Население составляет 8186 человек (на 31 декабря 2010 года). Занимает площадь 91,97 км².

## Население
| Год  | Численность | Численность |
| ---- | ----------- | ----------- |
| 2014 | 7863        | [ 4 ]       |
| 2017 | 7550        | [ 1 ]       |
| 2019 | 7523        | [ 5 ]       |
| 2021 | 7499        | [ 6 ]       |
| 2022 | 7507        | [ 7 ]       |
| 2023 | 7494        | [ 2 ]       |

## Районы
- Айккендорф (Eickendorf), 1.143 человек
- Бире (Biere), 2.431 человек
- Вельслебен (Welsleben), 1.835 человек
- Гросмюлинген (Großmühlingen), 1.059 человек
- Клайнмюлинген (Kleinmühlingen), 640 человек
- Ценс (Zens), 288 человек
- Эггерсдорф (Eggersdorf), 1.240 человек